# Ius suffragii
Ius suffragii, ius suffragiorum of suffragium was het recht om te mogen stemmen in de comitia van een Romeins burger met volledig burgerrecht (civitas optimo iure).
Het ius suffragii ging hand in hand met het ius honorum (het recht op ereambten). Wanneer iemand als infamia (eerloosheid) werd bestemd (hetzij door oneervol gedrag, hetzij door een veroordeling, hetzij ex edicto praetoris), verloor deze zowel zijn ius suffragii als honorum. Municipia konden zowel civitas cum suffragio (met stemrecht) als sine suffragio (zonder stemrecht) worden toegekend.